# مانو میکل
مانو میکل (انگلیسی: Manu Miquel؛ زادهٔ ۲۳ اوت ۱۹۹۴) بازیکن فوتبال اهل اسپانیا است.
از باشگاه‌هایی که در آن بازی کرده‌است می‌توان به باشگاه فوتبال کوردوبا و باشگاه فوتبال آلباسته بالومپیه اشاره کرد.